# Leptobatopsis lepida
Leptobatopsis lepida är en stekelart som först beskrevs av Cameron 1908.  Leptobatopsis lepida ingår i släktet Leptobatopsis och familjen brokparasitsteklar. Inga underarter finns listade i Catalogue of Life.